# Casa Vidal Figueras
Casa Vidal Figueras és un habitatge del municipi de Figueres (Alt Empordà) inclòs en l'Inventari del Patrimoni Arquitectònic de Catalunya.

## Descripció
Edifici situat molt a prop de La Rambla Sara Jordà. Edifici cantoner de planta baixa, dos pisos i altell. La planta baixa està destinada a locals comercials amb l'entrada als habitatges pel carrer Vilafant. La façana del carrer Lasauca presenta dos registres verticals als dos pisos, amb finestra amb llinda al primer pis i sense llinda el segon, que queden separats de l'altell per una cornisa. Al primer pis, a l'angle de la cantonada, sobresurt una tribuna circular. L'altell únicament es perllonga en una tercera part de la façana del carrer Vilafant. Façana coronada per cornisa i terrassa. La façana del carrer Vilafant està dividida en dos cossos que s'alternen: un imitant l'encoixinat i l'altre l'arrebossat llis. Les finestres del primer pis tenen llinda i emmarcament lateral i són més grans que les del segon pis, que no tenen llinda. Façana culminada per la cornisa que prové de l'altra façana i que separava el segon pis de l'altell.

## Història
Tenim notícies d'aquesta casa l'any 27, propietat de Narcís Vidal Sastregener.
Sembla que la tribuna de la cantonera seria d'aquesta època, si bé la resta de la casa sembla reformada per modes posteriors, igual que l'altell.